# Абхазский апсар
Апса́р (абх. аԥсар) — денежная единица Абхазии, введённая Законом от 22 апреля 2008 № 2012-с-IV «О введении в обращении на территории Республики Абхазия памятных инвестиционных монет из драгоценных металлов». В апсарах первоначально выпускались только памятные монеты Республики Абхазия, с 2018 года выпускаются также памятные банкноты. В соответствии с законом монеты и банкноты являются платёжным средством на всей территории Республики Абхазия по номиналу, но не могут использоваться в качестве средства платежа в розничной торговле.
На практике апсары в денежном обращении не участвуют из-за высокой стоимости. Согласно установленному Банком Абхазии курсу, 1 апсар равен 10 российским рублям, однако реальная стоимость памятных монет определяется спросом на монеты из инвестиционных и нумизматических целей. В настоящее время стоимость золотой монеты около 23 000 рублей, серебряной монеты с позолотой около 4500 рублей.

## Название
Слово «апсар», с одной стороны, связано с самоназванием абхазов a-пc-va («апсуа»), которое означает «люди воды», «люди страны вод», а с другой — со слоовами «иапсоу», «ахупса» (стоимость, цена).

## История
26 сентября 2008 года Банк Абхазии сообщил о выпуске в обращение памятных монет из драгоценных металлов номиналом 10 и 50 апсаров.
С 15 февраля 2012 года Банк выпустил в обращение серию памятных серебряных монет номиналом в 10 апсар «Исторические памятники Абхазии» (художник — Батал Джапуа). На монетах с выборочным золочением изображены Драндский Успенский собор, Пицундский собор Святого Андрея Первозванного, Лыхненский Успенский храм, Мыкуский Успенский собор, Ново-Афонский храм святого Симона Кананита, Бедийский собор Святой Богородицы Марии и Елырский храм Святого Георгия. Монеты были изготовлены качеством «пруф-лайк», тиражом по 500 шт..
13 февраля 2015 года глава Банка Абхазии Беслан Барателия предложил республиканскому парламенту в законодательном порядке принять решение о выпуске разменных монет Абхазии, которые могли бы использоваться в обращении наравне с российскими монетами.
27 июля 2016 года Банк Абхазии выпустил в обращение набор из семи памятных монет из стали с латунным гальванопокрытием, посвящённых храмам Абхазии, номиналом 1 апсар.
Законом от 3 августа 2018 года в закон 2008 года были внесены изменения, которыми было введено новое название закона («О введении в обращение на территории Республики Абхазия памятных и инвестиционных монет и памятных банкнот») и предусмотрен выпуск в обращение памятных банкнот в апсарах. 29 сентября 2018 года была выпущена первая банкнота — 500 апсаров 2018 года к 25-летию победы в Отечественной войне народа Абхазии (1992—1993 гг.) «Владислав Ардзинба».

## Памятные банкноты
Банкнота номиналом 500 апсаров была выпущена 29 сентября 2018 года в ознаменование 25-летия победы в Отечественной войне народа Абхазии 1992—1993 годов.
22 мая 2023 года Банк Абхазии выпустил в обращение банкноту номиналом 25 апсаров, посвященной 30-летию победы в этой же войне.
10 июня 2024 года Банк Абхазии выпустил в обращение банкноты «Леопард» и «Кавказский благородный олень» номиналами 10 и 100 апсаров 2024 года.
1 июня 2025 года Банк Абхазии представит в обращение банкноту «Дельфины» номиналом 50 апсаров 2025 года.
| Памятные банкноты ЦБ РА | Памятные банкноты ЦБ РА | Памятные банкноты ЦБ РА | Памятные банкноты ЦБ РА | Памятные банкноты ЦБ РА      | Памятные банкноты ЦБ РА                                                                                    | Памятные банкноты ЦБ РА                                                                       | Памятные банкноты ЦБ РА | Памятные банкноты ЦБ РА |
| Изображение             | Изображение             | Номинал (апсаров)       | Размеры (мм)            | Основные цвета               | Описание                                                                                                   | Описание                                                                                      | Годы печати             | Дата выпуска            |
| Лицевая сторона         | Оборотная сторона       | Номинал (апсаров)       | Размеры (мм)            | Основные цвета               | Лицевая сторона                                                                                            | Оборотная сторона                                                                             | Годы печати             | Дата выпуска            |
| ----------------------- | ----------------------- | ----------------------- | ----------------------- | ---------------------------- | --- | --------------------------------------------------------------------------------------------- | ----------------------- | ----------------------- |
|                         |                         | 10                      | 150×65                  | оранжевый, жёлтый            | леопард, древний бронзовый топор                                                                           | древний бронзовый топор, посох алабаща                                                        | 2024                    | 10 июня 2024            |
|                         |                         | 25                      | 150×65                  | зеленый, бежевый, голубой    | парящий ястреб и его изображение в профиль.                                                                | воины абхазы, номинал в декоративном орнаменте.                                               | 2023                    | 22 мая 2023             |
|                         |                         | 50                      | 150×65                  | синий, светло-зелёный        | три черноморских дельфина на морском фоне; справа изображена медуза.                                       | средневековый абхазский военный корабль, морской конёк.                                       | 2025                    | 1 июня 2025             |
|                         |                         | 100                     | 150×65                  | фиолетовый, лиловый          | благородный олень фоне заснеженных гор Кавказа, чёрный дрозд на сосновой ветке                             | дольмен и кромлехи раннего бронзового века, амфора                                            | 2024                    | 10 июня 2024            |
|                         |                         | 500                     | 150×65                  | коричневый, кофейный, жёлтый | портрет первого президента Владислава Ардзинба, воины абхазских вооружённых сил, поднимающие знамя Победы. | карта Абхазии и декоративный ободок, силуэт архитектурных комплексов с государственным гербом | 2018                    | 29 сентября 2018        |

## Памятные монеты
Памятные и инвестиционные монеты выпущены из драгоценных (золото — номиналами 25 и 50 апсаров и серебро — номиналами 5, 10, 20 и 100 апсаров) и недрагоценных металлов (сталь с латунным покрытием — номиналом 1 апсар, нейзильбер — номиналами 2 и 3 апсара, алюминиевый сплав — номиналом 1 апсар). Монеты отчеканены на Московском и Санкт-Петербургском монетных дворах Гознака.
По состоянию на июль 2025 года было выпущено 131 разновидность монет, в том числе 8 из стали, покрытой латунью, 28 из нейзильбера, 76 из серебра 925 пробы, 14 из золота 999 пробы и 5 из алюминиевого сплава.
| Сводная таблица выпуска монет по годам и материалу | Сводная таблица выпуска монет по годам и материалу | Сводная таблица выпуска монет по годам и материалу | Сводная таблица выпуска монет по годам и материалу | Сводная таблица выпуска монет по годам и материалу | Сводная таблица выпуска монет по годам и материалу | Сводная таблица выпуска монет по годам и материалу | Сводная таблица выпуска монет по годам и материалу | Сводная таблица выпуска монет по годам и материалу | Сводная таблица выпуска монет по годам и материалу | Сводная таблица выпуска монет по годам и материалу | Сводная таблица выпуска монет по годам и материалу | Сводная таблица выпуска монет по годам и материалу | Сводная таблица выпуска монет по годам и материалу | Сводная таблица выпуска монет по годам и материалу | Сводная таблица выпуска монет по годам и материалу | Сводная таблица выпуска монет по годам и материалу | Сводная таблица выпуска монет по годам и материалу | Сводная таблица выпуска монет по годам и материалу |
|                                                    | 2008                                               | 2009                                               | 2010                                               | 2011                                               | 2012                                               | 2013                                               | 2014                                               | 2016                                               | 2017                                               | 2018                                               | 2019                                               | 2020                                               | 2021                                               | 2022                                               | 2023                                               | 2024                                               | 2025                                               | Всего                                              |
| -------------------------------------------------- | -------------------------------------------------- | -------------------------------------------------- | -------------------------------------------------- | -------------------------------------------------- | -------------------------------------------------- | -------------------------------------------------- | -------------------------------------------------- | -------------------------------------------------- | -------------------------------------------------- | -------------------------------------------------- | -------------------------------------------------- | -------------------------------------------------- | -------------------------------------------------- | -------------------------------------------------- | -------------------------------------------------- | -------------------------------------------------- | -------------------------------------------------- | -------------------------------------------------- |
| Сталь с латунным покрытием                         |                                                    |                                                    |                                                    |                                                    |                                                    |                                                    |                                                    | 7                                                  |                                                    |                                                    |                                                    |                                                    |                                                    |                                                    |                                                    |                                                    | 1                                                  | 8                                                  |
| Серебро-925                                        | 2                                                  | 5                                                  | 7                                                  | 1                                                  | 8                                                  | 9                                                  | 4                                                  | 3                                                  | 2                                                  | 3                                                  | 4                                                  | 7                                                  | 7                                                  | 8                                                  | 1                                                  | 4                                                  | 1                                                  | 76                                                 |
| Золото-999                                         | 2                                                  | 1                                                  |                                                    |                                                    |                                                    | 10                                                 |                                                    |                                                    |                                                    |                                                    |                                                    |                                                    |                                                    |                                                    |                                                    | 1                                                  |                                                    | 14                                                 |
| Нейзильбер                                         |                                                    |                                                    |                                                    |                                                    |                                                    |                                                    |                                                    |                                                    |                                                    |                                                    |                                                    | 14                                                 |                                                    | 14                                                 |                                                    |                                                    |                                                    | 28                                                 |
| Алюминиевый сплав                                  |                                                    |                                                    |                                                    |                                                    |                                                    |                                                    |                                                    |                                                    |                                                    |                                                    |                                                    |                                                    |                                                    | 5                                                  |                                                    |                                                    |                                                    | 5                                                  |
| Всего                                              | 4                                                  | 6                                                  | 7                                                  | 1                                                  | 8                                                  | 19                                                 | 4                                                  | 10                                                 | 2                                                  | 3                                                  | 4                                                  | 21                                                 | 7                                                  | 27                                                 | 1                                                  | 5                                                  | 1                                                  | 131                                                |